# Pentaneura cinereus
Pentaneura cinereus är en tvåvingeart som först beskrevs av Philippi 1865.  Pentaneura cinereus ingår i släktet Pentaneura och familjen fjädermyggor. Inga underarter finns listade i Catalogue of Life.